# 1635

## أحداث
- تأسيس مدينة غوندر وتقع حاليا في إثيوبيا.
- بداية الحرب الفرنسية الإسبانية في 1635 والتي انتهت في 1659.
- 22 فبراير - تشكيل أكاديمية اللغة الفرنسية في باريس رسميا لتكون الأكاديمية الوطنية للحفاظ على اللغة الفرنسية.[1]

## مواليد
- روبرت هوك
- سير هنري مورغان

## وفيات
- أغناطيوس عطية
- فخر الدين المعني الثاني
- صدر الدين الشيرازي عالم وإلهياتي شيعي إيراني وفيلسوف من مدرسة الحكمة المتعالية.